# Đá bọt

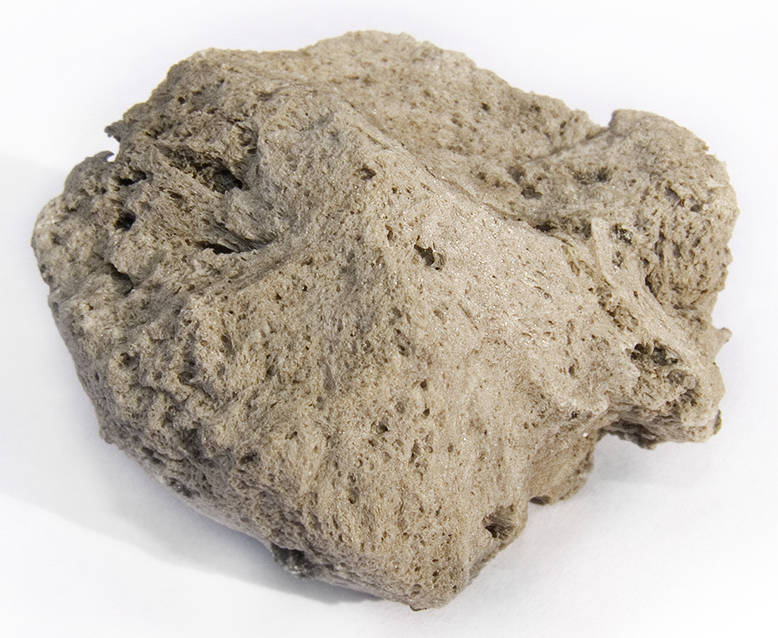
Một mẫu đá bọt ở bờ đông Úc

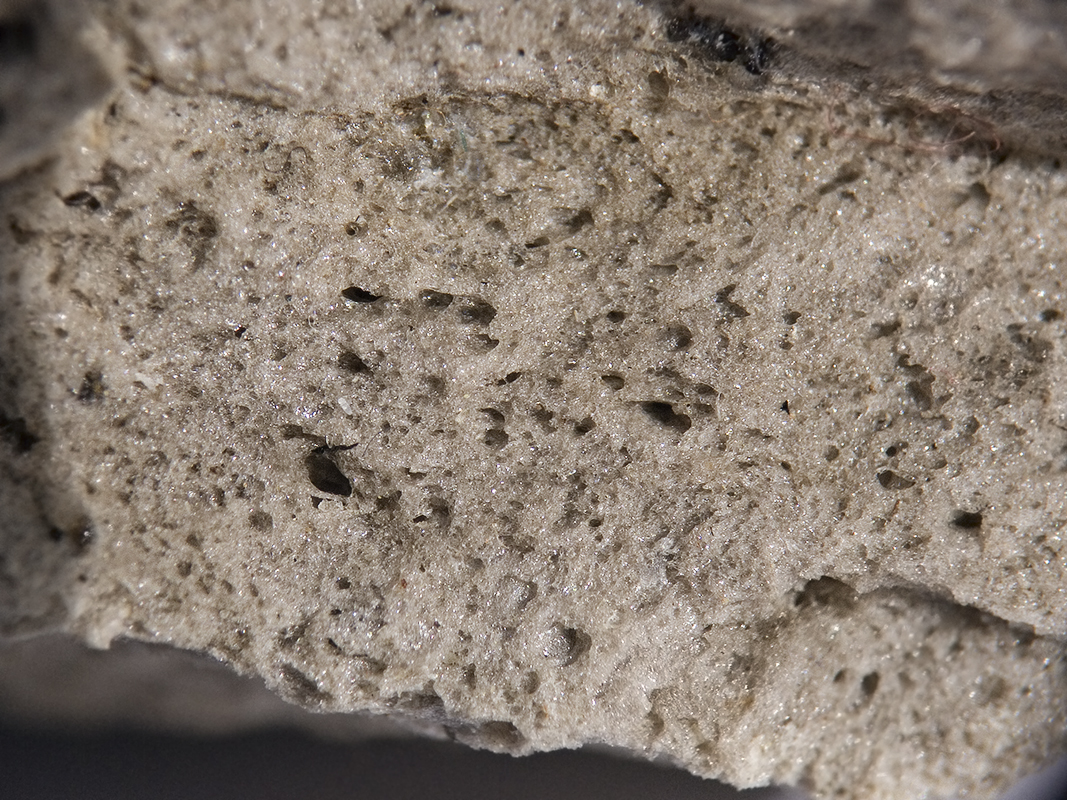
Đá bọt

Đá bọt (tiếng Anh: Pumice stone) là loại đá núi lửa, do bên trong chứa nhiều khí nên nó có thể nổi trên nước. Được phát hiện lần đầu tiên vào năm 1654.

## Đặc điểm
Đá bọt nổi được trên nước bởi vì ở bên trong của nó có rất nhiều khí sinh ra từ núi lửa. Khi núi lửa phun dung nham nguội đi nhanh và các chất bốc trong dung nham không kịp thoát ra nên để lại các lỗ rỗng, và điều này đã là cho hòn đá trở nên nhẹ nhàng hơn. Đối với các núi lửa phun nổ có sức công phá lớn và phun ra đến cả triệu tấn đá bọt nho nhỏ đến các tảng bong bóng khí khổng lồ như 1 ngọn núi băng